# Zoltán Bátovský
Zoltán Bátovský (* 27. März 1979 in Krupina, Tschechoslowakei; † 8. August 2001 in Hainburg an der Donau, Österreich) war ein slowakischer Eishockeyspieler, der im Verlauf seiner aktiven Karriere zwischen 1995 und 2001 unter anderem 82 Spiele für die Kentucky Thoroughblades in der American Hockey League (AHL) auf der Position des linken Flügelstürmers bestritten hat. Mit der slowakischen U20-Nationalmannschaft gewann Bátovský bei der U20-Junioren-Weltmeisterschaft 1999 die Bronzemedaille.

## Karriere
Bátovský verbrachte seine Juniorenzeit zunächst bis 1997 im Nachwuchs des HC Banská Bystrica. Nachdem er im CHL Import Draft von den Voltigeurs de Drummondville aus der Ligue de hockey junior majeur du Québec (LHJMQ) in der ersten Runde als insgesamt 22. Spieler ausgewählt worden war, wechselte der Stürmer kurz nach Beginn der Saison 1997/98 nach Kanada und lief die folgenden drei Jahre für die Voltigeurs auf. Dabei sammelte er in insgesamt 211 Einsätzen 252 Scorerpunkte, verbrachte aber auch 401 Minuten auf der Strafbank.
Ungedraftet wechselte der Slowake zur Spielzeit 2000/01 in den Profibereich, nachdem er als Free Agent von den San Jose Sharks aus der National Hockey League (NHL) unter Vertrag genommen worden war. In seiner Rookiesaison, die er bei deren Farmteam Kentucky Thoroughblades in der American Hockey League (AHL) verbrachte, konnte Bátovský mit 30 Scorerpunkten in 82 Spielen überzeugen.
Bátovský verstarb im August 2001 im Alter von 22 Jahren bei einem Verkehrsunfall im österreichischen Hainburg an der Donau, als er während der Sommerpause vom Flughafen Wien-Schwechat in seine slowakische Heimat zurückkehren wollte.

### International
Für sein Heimatland Slowakei lief Bátovský im Juniorenbereich bei der U18-Junioren-Europameisterschaft 1997 und der U20-Junioren-Weltmeisterschaft 1999 auf. Nachdem er mit der U18-Auswahl bei der Europameisterschaft in Tschechien den sechsten Platz belegt und dazu keine Scorerpunkte beigesteuert hatte, konnte er mit der slowakischen U20-Auswahl zwei Jahre später bei der Weltmeisterschaft 1999 in der kanadischen Provinz Manitoba überraschend die Bronzemedaille gewinnen. Mit fünf Punkten in sechs Spielen trug der Angreifer dazu maßgeblich bei.

## Erfolge und Auszeichnungen
- 1999 Bronzemedaille bei der U20-Junioren-Weltmeisterschaft

## Karrierestatistik

### International
Vertrat die Slowakei bei:
- U18-Junioren-Europameisterschaft 1997
- U20-Junioren-Weltmeisterschaft 1999

(Legende zur Spielerstatistik: Sp oder GP = absolvierte Spiele; T oder G = erzielte Tore; V oder A = erzielte Assists; Pkt oder Pts = erzielte Scorerpunkte; SM oder PIM = erhaltene Strafminuten; +/− = Plus/Minus-Bilanz; PP = erzielte Überzahltore; SH = erzielte Unterzahltore; GW = erzielte Siegtore; 1 Play-downs/Relegation; Kursiv: Statistik nicht vollständig)